# Eucrostes insularis
Eucrostes insularis là một loài bướm đêm trong họ Geometridae.